# Macphersonia gracilis
Macphersonia gracilis är en kinesträdsväxtart som beskrevs av Karl August Otto Hoffmann. Macphersonia gracilis ingår i släktet Macphersonia och familjen kinesträdsväxter. Utöver nominatformen finns också underarten M. g. hildebrandtii.